# Calamotropha saturnella
Calamotropha saturnella là một loài bướm đêm trong họ Crambidae.